# Halisiphonia arctica
Halisiphonia arctica är en nässeldjursart som beskrevs av Paul Torben Lassenius Kramp 1932. Halisiphonia arctica ingår i släktet Halisiphonia och familjen Hebellidae. Inga underarter finns listade i Catalogue of Life.